# Louis de Frotté

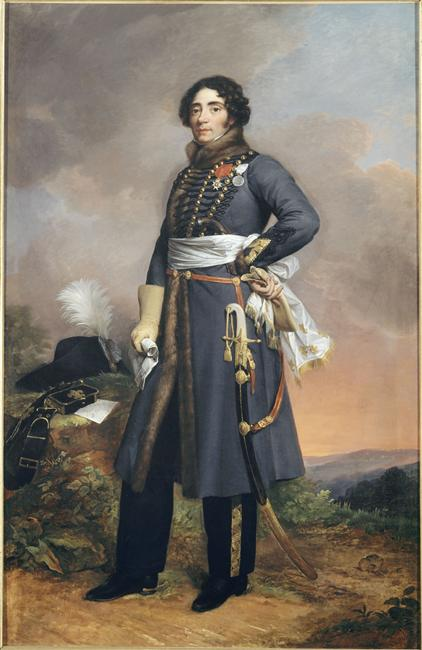
Louis de Frotté

Louis de Frotté, född 1 augusti 1766, död 18 februari 1800, var en fransk greve och kontrarevolutionär militär.
Frotté emigrerade 1792 men återvände under direktoriet samt var en av de upproriskas ledare i norra Frankrike. Som sådan förorsakade han 1796 de styrande åtskilligt förtret. 1799 stod han åter i spetsen för en resning, men måste 1800 ge sig fången och avrättades.